# Gezichtstransplantatie
Een gezichtstransplantatie of gelaatstransplantatie is een geheel of gedeeltelijke transplantatie van het gezicht van een overleden donor naar de ontvanger. Bij een gezichtstransplantatie worden de gezichtsspieren, de bindweefsellaag en de huid getransplanteerd. In extreme gevallen kunnen ook stukken bot van de donor worden mee getransplanteerd. Een gezichtstransplantatie wordt uitgevoerd bij personen met ernstig letsel aan het gezicht opgelopen door een trauma, verbranding, ziekte, of een aangeboren afwijking.
De eerste gedeeltelijke gezichtstransplantatie werd op 27 november 2005 uitgevoerd in Frankrijk. De eerste volledige gezichtstransplantatie werd op 20 maart 2010 uitgevoerd in Spanje door een team van 30 chirurgen.